# Horst Korber

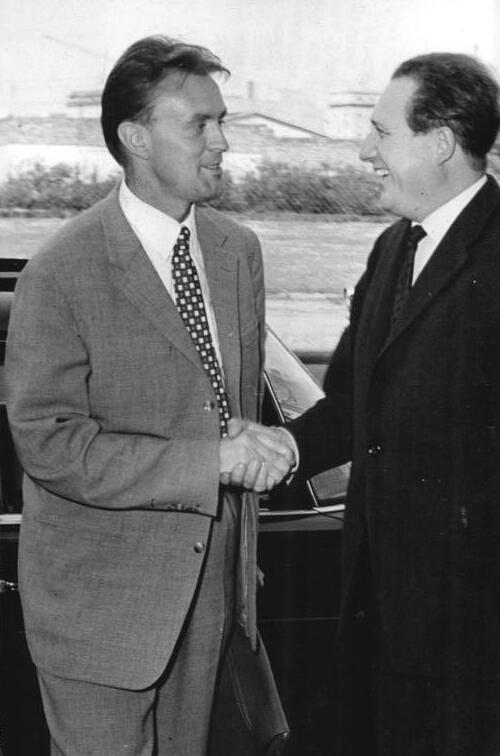
Horst Korber (links) mit Dietrich Spangenberg, 1964

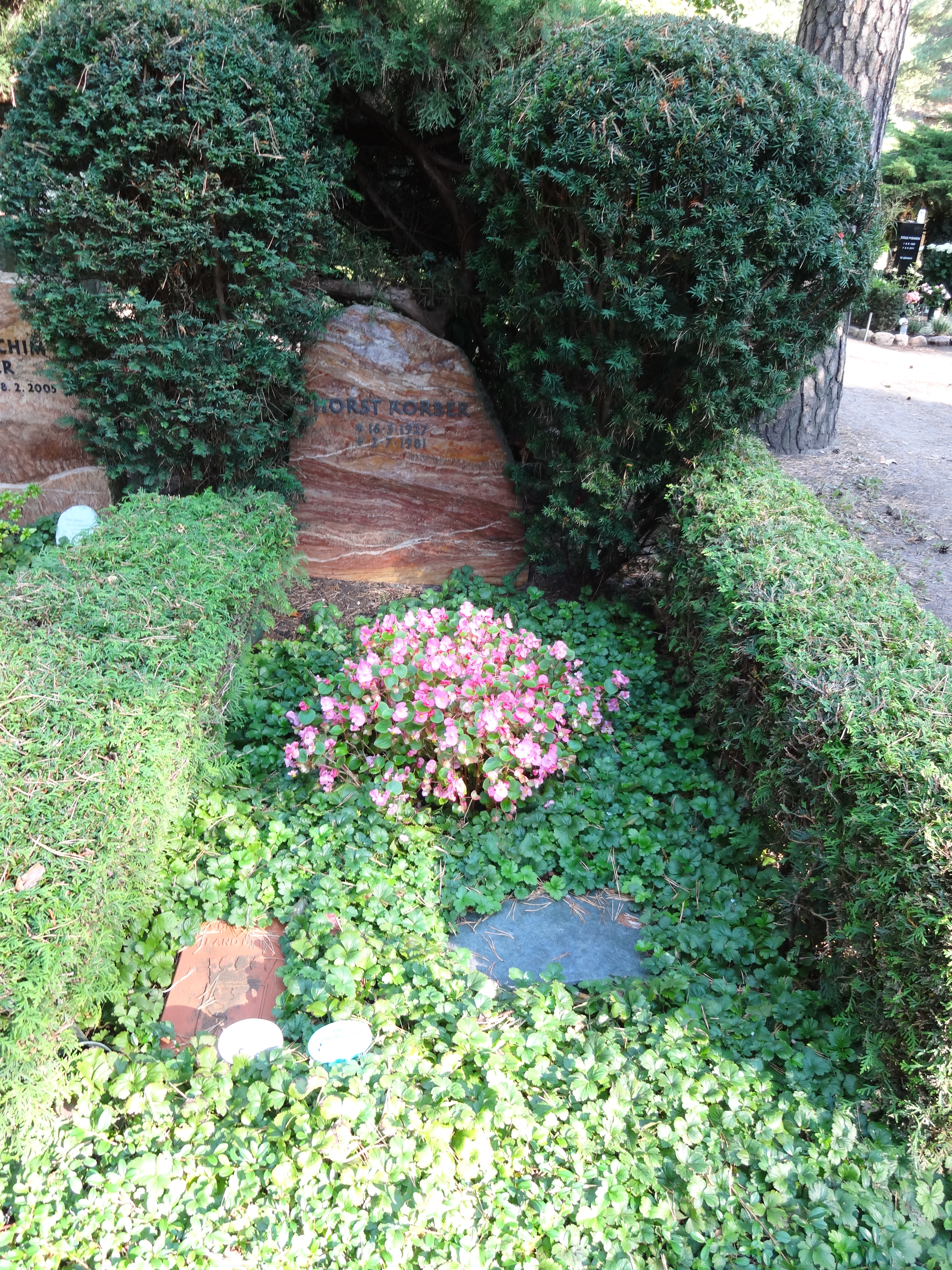
Grabstätte

Horst Korber (* 16. März 1927 in Stadtroda; † 2. Juli 1981 in Berlin (West)) war als deutscher Politiker der Sozialdemokratischen Partei Deutschlands (SPD) in verschiedenen Ressorts im Senat von Berlin tätig.

## Leben
Nach dem Abitur in Jena begann Korber dort ein Jurastudium. Im Jahr 1949 flüchtete er mit Hilfe des Studenten Horst Grabert nach West-Berlin. Korber beendete sein Studium 1953 an der Freien Universität Berlin mit dem zweiten Staatsexamen. Er begann 1957 eine Tätigkeit in der Berliner Senatsverwaltung, wo er 1963 Senatsrat in der Senatskanzlei wurde. Große Bekanntheit erlangte Korber als Unterhändler für die Passierscheinabkommen mit der DDR. Im Jahr 1967 wechselte er als Senatsdirektor in die Senatsverwaltung für Justiz. Noch im gleichen Jahr wurde er nach dem Rücktritt von Berlins Regierendem Bürgermeister Albertz von dessen Nachfolger Klaus Schütz zum Senator für Familie, Jugend und Sport berufen. Nach dem Wahlsieg der Berliner SPD von 1971 wechselte Korber als Senator ins Justizressort, nach dem erneuten Wahlsieg der SPD 1975 Senator für „Arbeit und Soziales“ zu werden. Nach dem Rücktritt von Klaus Schütz 1977 blieb Korber Senator, wechselte jedoch ins Ressort für Bundesangelegenheiten. Nach dem Wahlsieg der SPD 1979 war Korber der einzig vorgeschlagene Senator, der nicht gewählt wurde und schied aus dem Senat aus. Zwei FDP Abgeordnete hatten ihm wegen „Filz“ (als Senator muss er mit sich selbst als Präsident die Subventionen des Landessportbundes verhandeln) öffentlich die Unterstützung verweigert, zwei SPD Abgeordnete in geheimer Wahl ebenfalls. Bei der Bundestagswahl 1980 wurde er in den Deutschen Bundestag gewählt, dem er bis zu seinem Tode im Juli 1981 angehörte. Der Landessportbund Berlin hat nach seinem früheren Präsidenten einen Sportkomplex am Olympiastadion Horst-Korber-Sportzentrum benannt, wo eine Gedenktafel an ihn erinnert.
Er ist auf dem Waldfriedhof Dahlem bestattet. Sein Grab ist als Ehrengrab der Stadt Berlin gewidmet.
Im Jahr 2016 wurde durch eine Studie Göttinger Wissenschaftler bekannt, dass während Korbers Amtszeit als Senator für Familie, Jugend und Sport ein vom Landesjugendamt gefördertes Resozialisierungs-Experiment des Sexualpsychologen Helmut Kentler stattfand, bei dem straffällig gewordene Jugendliche in die Obhut alleinstehender homosexueller und pädophiler Pflegeväter kamen. Unklar ist, ob Körber selbst oder Mitarbeiter des ihm unterstellten Landesjugendamtes Kentler die Erlaubnis erteilt hatten.